# August Howaldt
August Howaldt, né le 23 octobre 1809 à Brunswick et mort le 4 août 1883, est un ingénieur, inventeur et constructeur naval allemand. Il est le frère du sculpteur allemand Georg Ferdinand Howaldt (de). En tant qu’entrepreneur, il lance de manière décisive l’industrialisation de la ville de Kiel.

## Biographie
August Howaldt est né à Brunswick. Il est le fils de l’orfèvre David Ferdinand Howaldt, avec qui il commence son apprentissage dans le travail du métal. De 1824 à 1829, il est formé comme mécanicien par Ludwig Spengler à Brunswick. En 1838, il s’installe à Kiel, où il épouse Emma Diederichsen. Il devient ainsi citoyen de Kiel.

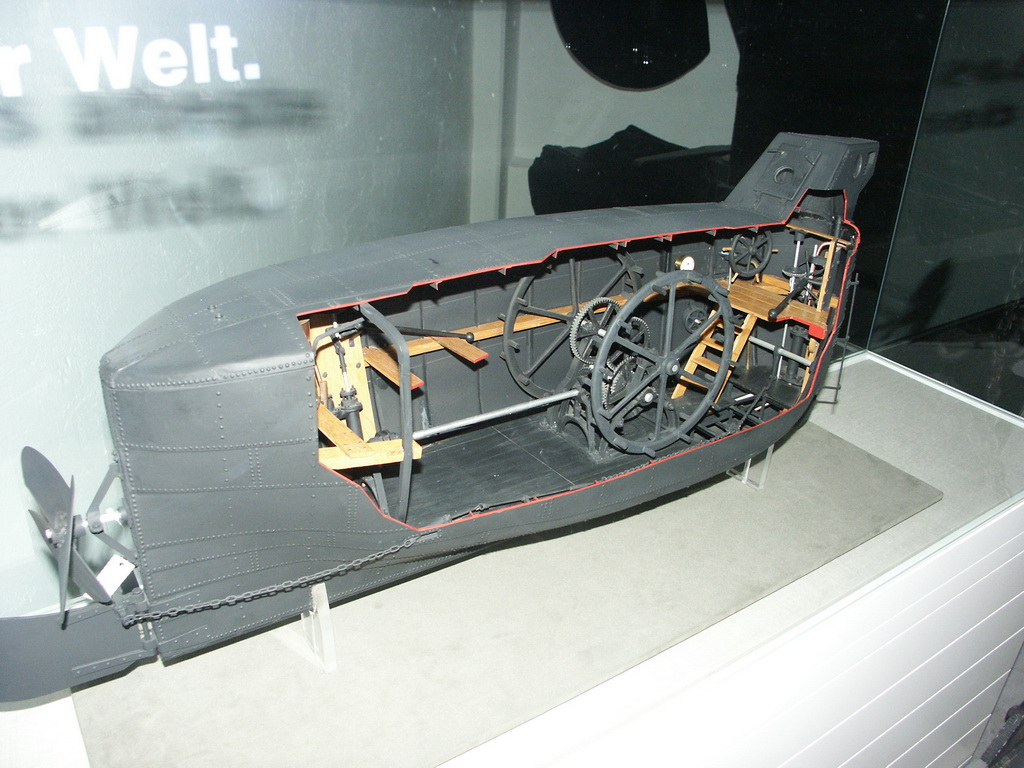
Modèle réduit du Brandtaucher.

Le 1er octobre 1838, avec le riche marchand de Kiel Johann Schweffel, il fonde à Kiel la Maschinenbauanstalt Schweffel & Howaldt (en français ; société de construction mécanique Schweffel & Howaldt). Initialement, l’entreprise a produit des chaudières pour l’industrie et les nouvelles compagnies de chemin de fer entre Hambourg et Kiel, ainsi que des machines agricoles pour les domaines environnants dans le Schleswig-Holstein danois.
En 1849, Schweffel & Howaldt construit sa première machine à vapeur navale pour le Von der Tann, une canonnière pour la petite marine du Schleswig-Holstein (de). C'est la première canonnière à hélice au monde. Sur des plans de Wilhelm Bauer, la société construit aussi le Brandtaucher (en français et littéralement : plongeur incendiaire), le premier sous-marin allemand en fer. Le Brandtaucher est aujourd’hui exposé au Musée d'histoire militaire de Dresde. 
Schweffel & Howaldt construit également en 1860 et 1864 deux remorqueurs portant les noms de Kiel et Schwentine.
Le 31 décembre 1879, August Howaldt transmet son entreprise à ses trois fils Georg, Bernhard et Hermann Howaldt, qui continuèrent l’activité sous le nom de Gebrüder Howaldt (en français : Howaldt frères). L’entreprise a fusionné en 1889 avec le chantier naval de Georg à Kiel, pour devenir Howaldtswerke AG, aujourd’hui connue sous le nom de Howaldtswerke-Deutsche Werft (HDW).